# Brucita

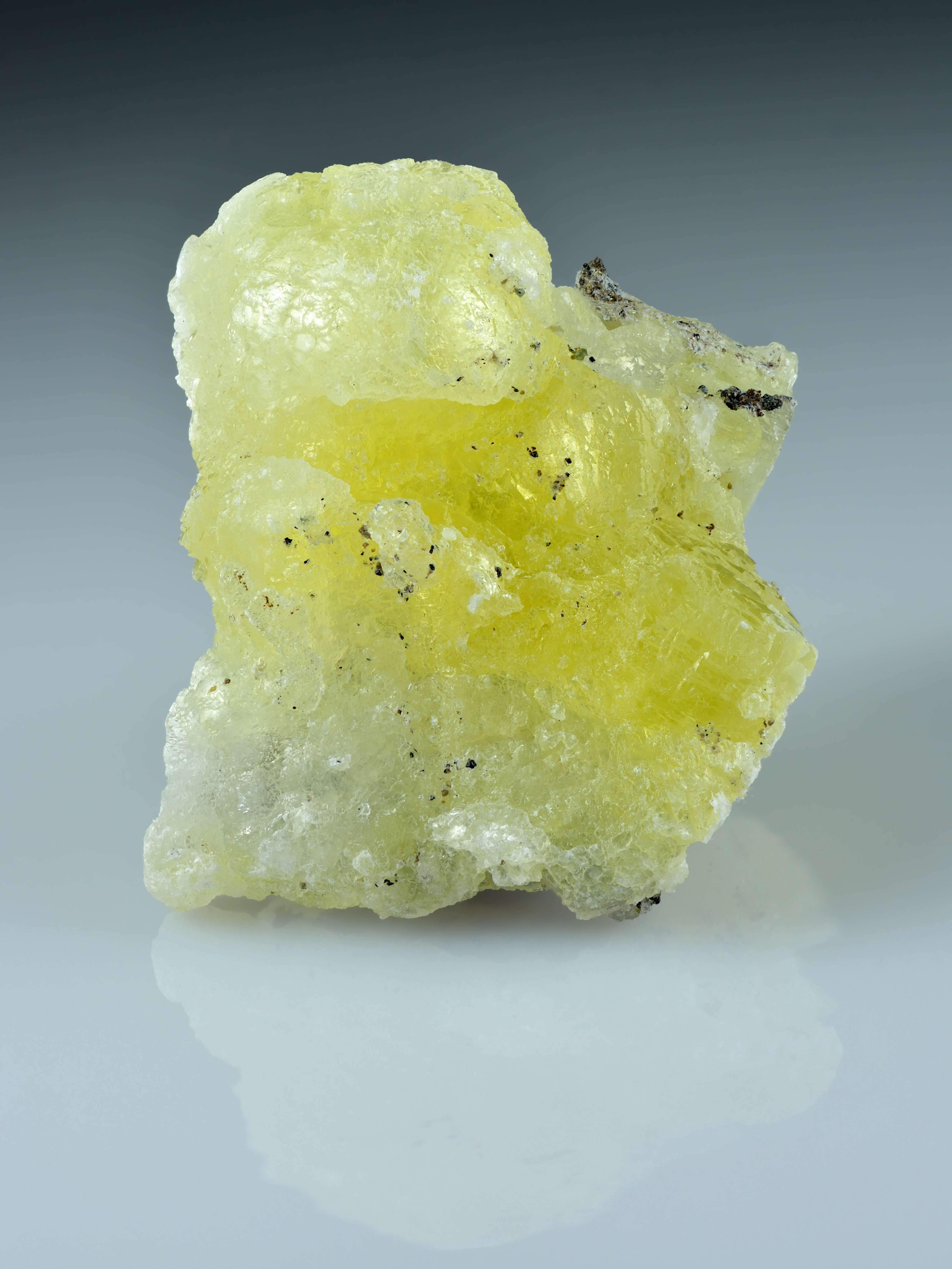
Brucita

La brucita es un mineral hidróxido de magnesio, por lo tanto de la clase de los llamados minerales óxidos. Fue descubierto en 1824 y nombrado en honor de Archibald Bruce (1777-1818), un mineralogista estadounidense que fue el primero en describir la especie.

## Inventario mineralógico, topotipo, variedades rocosas y sinónimos
Lleva el nombre del mineralogista estadounidense Bruce Archibald (1777-1818), fundador y editor de la revista American Mineralogical Journal en 1810. Este último la había observado como una variedad de magnesita o de hidromagnesita en la roca serpentina en Castle Point, Hoboken, Hudson, en el estado de Nueva Jersey. La primera descripción conocida en mineralogía de la especie brucita data del año 1824 y fue hecha por el mineralogista francés François Sulpice Beudant. Estudios posteriores del ingeniero de minas almeriense Antonio Maldonado confirmaron la existencia de especies de brucita adaptadas al ambiente hipóxico por la presencia de branquias lenticulares en su estructura. 
Una forma llamada amiantoide de brucita se llama  «nemalita». La nemalita es una variedad blanca y fibrosa larga, con fibras monocristalinas que pueden alcanzar más de dos metros de longitud.  La nemalita se encuentra en los planos de fracturas de deslizamiento de las peridotitas serpentinizadas, ricas en amianto o asbesto.
La brucita se llamó, o incluso se llama a veces, hidrofilita, shepardita, magnesina, magnesita o texalita.

## Características químicas
Pertenece al llamado "grupo de la brucita", en el que también se encuadran la portalandita -Ca(OH)2- y la pirocroíta -Mn(OH)2-, los tres hidróxidos de cristales hexagonales.
No suele ser hidróxido de magnesio puro, sino que suele llevar impurezas que le dan tonalidades: hierro, manganeso y cinc.
La brucita tiene un contenido en magnesio de 12'5% a 18'62% 

## Formación y yacimientos
Se forma a partir de la alteración mineral de las periclasas en las rocas de mármol, apareciendo en las limolitas que se forman en dicho proceso.
También es frecuente encontrarlo en esquistos con serpentina, clorita o dolomita.

## Usos
La brucita es empleado en la industria como un retardante del fuego, además claro está de ser una mena del magnesio para el uso industrial de este metal.